# 山岸駅
山岸駅（やまぎしえき）は、岩手県盛岡市山岸2丁目にある、東日本旅客鉄道（JR東日本）山田線の駅である。

## 歴史
- 1952年（昭和27年）2月10日：国鉄の駅として開業。1951年（昭和26年）1月10日より、山岸仮乗降場として営業していた[2]。
- 1987年（昭和62年）4月1日：国鉄分割民営化により、東日本旅客鉄道の駅となる[2]。
- 1998年（平成10年）3月14日：快速「リアス」の全列車が停車開始[3]。
- 2024年（令和6年）10月1日：えきねっとQチケのサービスを開始[1][4]。

## 駅構造
単式ホーム1面1線を有する地上駅である。駅舎はなく、ホーム上に待合所が設置されている。駅の出入口は、ホーム西側、ホーム東側、待合所付近の3か所にある。
盛岡統括センター（盛岡駅）管理の無人駅となっている。

## 駅周辺
線路を挟んで両側には丘陵地となっており、谷の様相を呈している。駅周辺は住宅地・商業地となっている。
- 永福寺
- 紅葉が丘団地
- 桜ヶ丘団地
- 中津川 - 駅の南東で支流の米内川と分岐する
- 盛岡山岸郵便局
- 岩手銀行 山岸支店
- 盛岡信用金庫 山岸支店
- 盛岡市立山岸小学校
- 浅岸駐在所
- 盛岡地域職業訓練センター
- 岩手県交通「紅葉ヶ丘団地前」停留所
- 盛岡競馬場（ただし、連絡バスなどの運行はなし）

## 隣の駅
東日本旅客鉄道（JR東日本）
■山田線
□快速「リアス」・■普通
上盛岡駅 - 山岸駅 - 上米内駅